# OpenBIOS
El OpenBIOS es un proyecto para implementar un Open Firmware libre y de código abierto licenciado bajo los términos de la GNU General Public License. Es también el nombre de tal implementación. Tiene como meta desarrollar BIOS en las principales plataformas de microprocesadores, como x86, AMD64, PowerPC, ARM, y Mips.
La mayor parte de las implementaciones proporcionadas por el OpenBIOS confían en un firmware adicional de bajo nivel, como coreboot o Das U-Boot, para la inicialización del hardware.

## Implementaciones

### Open Firmware
El Open Firmware no debe ser confundido con la especificación IEEE-1275 que él implementa. El Open Firmware fue lanzado por la compañía Firmworks. El principal arquitecto del Open Firmware, Mitch Bradley, es el presidente del Open Firmware Working Group y el presidente y fundador de Firmworks. El computador portátil OLPC XO-1 usa la implementación del Open Firmware.

### Smart Firmware
El Smart Firmware incluye un compilador de C a FCode. Está hecho por CodeGen, Inc.

### OpenBOOT
El OpenBOOT fue lanzado por Sun Microsystems. nouitectura de sun4v.

### OpenBIOS
El OpenBIOS es portable y licenciado bajo GPL. Es producido por el proyecto OpenBIOS.

### SLOF
El Slimline Open Firmware es producido por IBM.